# Neosemidalis globiceps
Neosemidalis globiceps är en insektsart som beskrevs av Meinander 1972. Neosemidalis globiceps ingår i släktet Neosemidalis och familjen vaxsländor. Inga underarter finns listade i Catalogue of Life.